# Apertus Axiom
 (novembre 2023).
Apertus Axiom est une caméra vidéo se voulant totalement libre (au sens de la licence libre).

## Caractéristiques
- Résolution 4K
- Capteur Super 35 mm
- Enregistrement en DNG RAW